# Hāngi

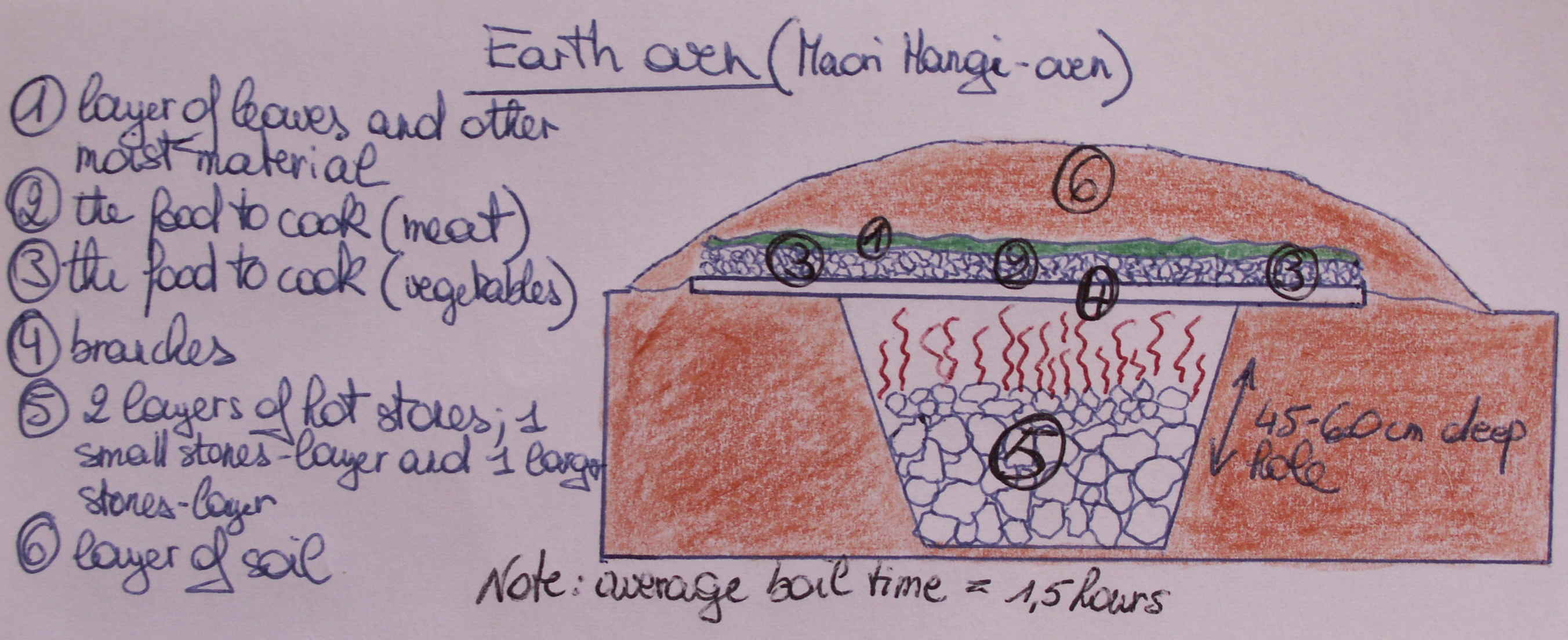
En ritning på en traditionell lerugn.

Hāngi (IPA: //hɑːŋi//) eller umu är en traditionell maorisk matlagningsmetod på Nya Zeeland som bygger på att uppvärmda stenar begravs i en lerugn. Moderniserade former av metoden används fortfarande, men i första hand vid speciella tillfällen, då metoden är tids- och arbetskrävande.
Vid hāngi-tillagning grävs en grop i marken och denna bottnas med stenar som sedan värms upp med en brasa. Maten som skall tillagas placeras i korgar som läggs på de uppvärmda stenarna innan gropen fylls med jord. Tillagningen nere i marken pågår sedan i flera timmar innan maten grävs upp igen. Det finns många variationer och detaljer som kan ändras.
Experter på metoden har ofta utvecklat och förbättrat den, och även stenarna, och traditionen har gått i arv i flera generationer.

## Metoden

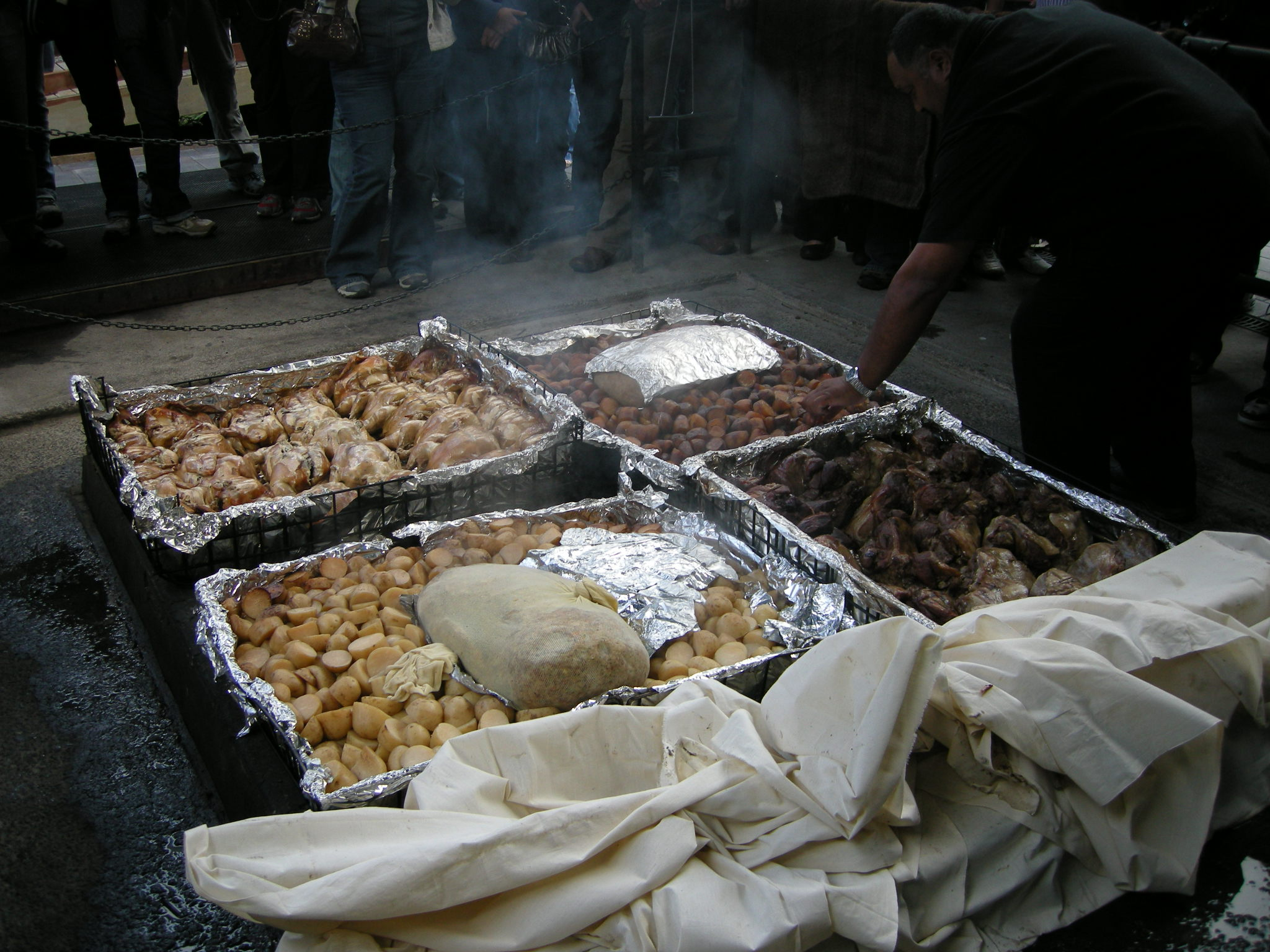
Tillagning av hangi

### Lerugnen
En hāngigrop behöver inte vara speciellt stor, men måste ha plats för all maten samt stenarna som skall utgöra värmen. Ståltrådskorgarna som maten ligger i bestämmer gropens storlek. Själva grävandet görs bland maorierna med spadar av en man, då maori-kvinnorna inte är tillåtna att sköta den delen av tillagningen. De förbereder i stället själva maten till hangin. Det finns dock lokala variationer och på vissa ställen sköter männen hela tillagningen.

### Stenen

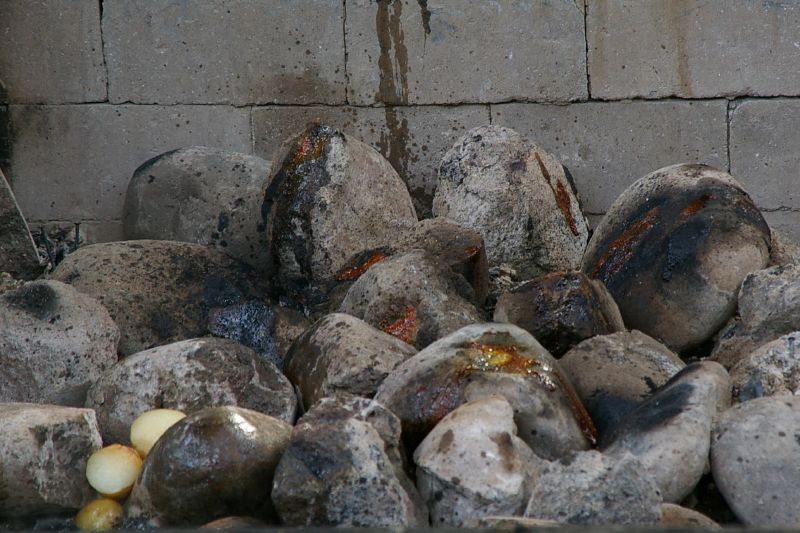
Hangistenar

#### Val av sten
Hāngistenar måste klara av höga temperaturer utan att spricka eller söndersmulas. Av den anledningen är vulkaniska stenar bättre än metamorfa eller sedimentära bergarter, såsom sandsten. Om man slår med en hammare på stenen skall ljudet vara ringande mer än dunsande.
Stenarna skall vara ungefär lika stora som tegelstenar för att på bästa sätt hålla den temperatur som krävs. Ibland används till och med tegelstenar om inget lämpligt naturmaterial finns tillgängligt.
Stora, solida järn- eller stålbitar används också om det inte finns tillräckligt med stenar, även om det inte är rekommenderat då metallen tenderar att bränna innehållet och få en för hög temperatur.

#### Upphettning av sten
Stenarna upphettas vanligtvis i en stor träeld. Ett galler av starka träbjälkar som kan stödja stenarna om de faller är viktigt, då stenar som begravs i aska förlorar värmen. Den totala brinntiden beror på mängden mat, men det är vanligtvis mellan en och en halv timme och två och en halv timme.

### Maten

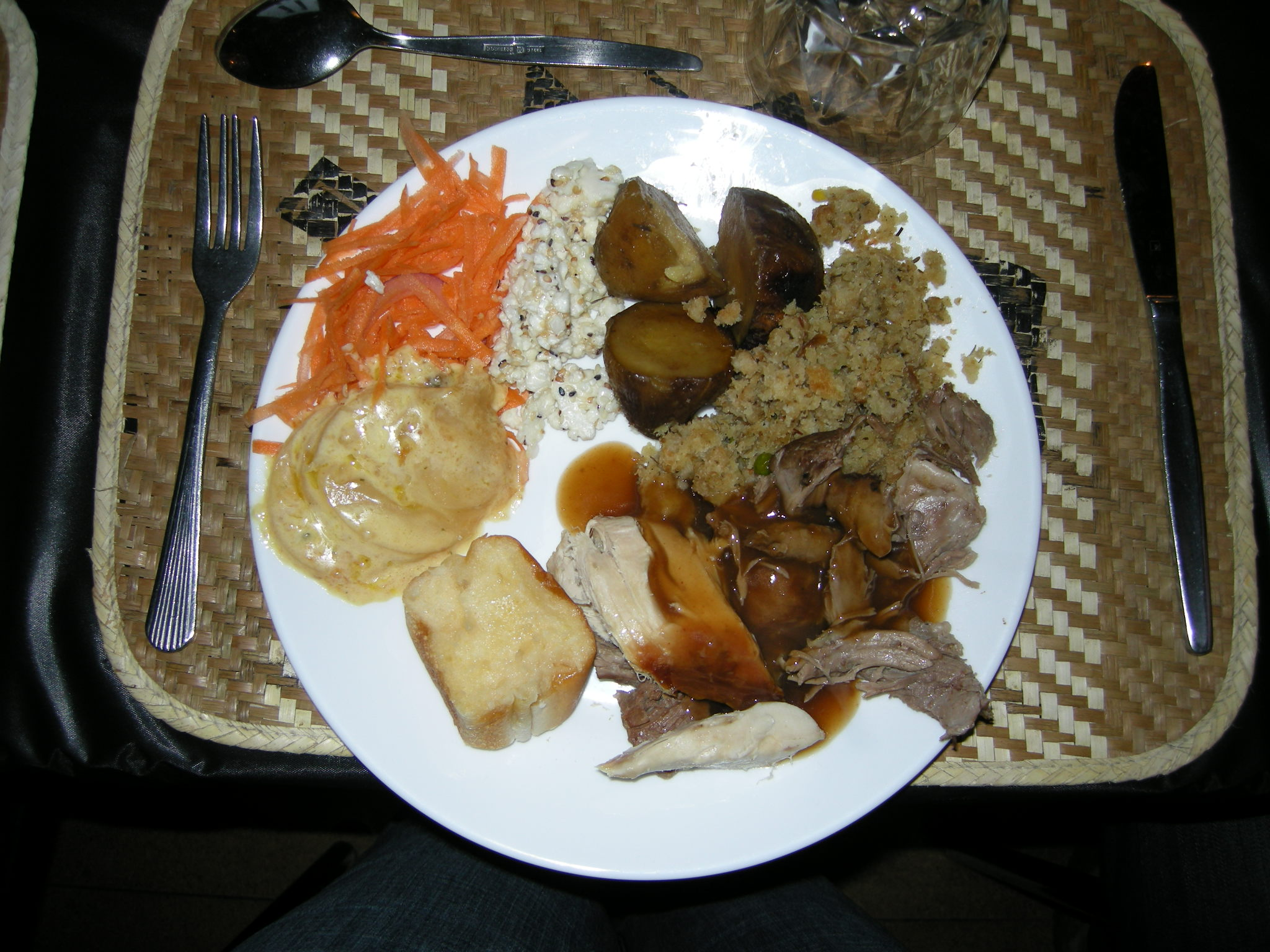
En hangimiddag

Traditionella ingredienser i hāngi är fläsk, får eller lamm och kyckling, med mycket rotfrukter såsom sötpotatis, pumpa, morot, lök och vitkål.
Inga speciella förberedelser behövs utöver att krydda eller späcka köttet med till exempel rosmarin och vitlök. En polynesisk variant med taroblad omslaget runt en del av maten ger den en pepparstark smak. Maten placeras i korgar av muslin, eller om det inte finns, rena vita bomullslakan. Tyget blötläggs i vatten för att förhindra förbränning och för att ge vatten för att ånga maten. Ståltrådskorgarna skall hålla maten och skydda den från jordens vikt. Korgarna skapar också plats för ångan att cirkulera.

### Placering av hāngin
Nedläggningen av hāngin görs så snabbt som möjligt för att förhindra att värme försvinner från stenarna. När elden har brunnit ner tas askan och kolet bort för att inte dominera smaken, även om några kolbitar kan lämnas kvar för att ge en rökig smak som vissa föredrar. Om man sprejar stenarna väldigt lätt med vatten tar den resulterande ångan bort all lös aska. Säckväv som blötlagts i vatten över natten läggs ovanpå stenarna för att ytterligare skydda dem, och för att ge mer vatten till ångningen. De matfyllda korgarna läggs sedan ovanpå säckväven och täcks med mer blöt säckväv för att hålla smutsen borta. Hela arrangemanget täcks sedan snabbt med lös jord från den ursprungliga gropen för att försluta värmen och ångan.
Tillagningen pågår sedan i tre till fyra timmar, beroende på maten som tillagas.

### Upptagning av hāngin
Själva upplyftningen av hāngin måste göras försiktigt så att inte smuts ramlar ner på maten. Handskar och heltäckande skodon är nödvändigt för att inte bränna sig.
| ” | Om jorden skrapas av och ingen ånga är synlig bör jorden läggas tillbaka och man bör istället köpa fish and chips. | „ |

## Smak
Tillagningen består av tre processer som gemensamt bidrar till den specifika hāngi-smaken: Vätskan som grävs ner med maten ger upphov till ångkokning. De heta stenarna, temperaturer på över 300 grader har uppmätts, bidrar till en halstringseffekt. Slutligen droppar fett och vätska från maten ner på de heta stenarna och förbränns, varvid maten även får en rökt smak. 

## Historia
Före koloniseringen och införandet av metall och ståltråd lades maten ut på bara stickor, bark, stora löv och annan vegetation för att minimera direktkontakten med de heta stenarna och reducera förbränningen. Utristade skålar och flata stenar användes också för detta syfte. Löv, stickor och växter användes för att täcka maten och för att förhindra att jorden ovan rasade in. Säckväv och ståltrådskorgar började användas utbrett under 1800-talet. Under 2000-talet har speciella hangimaskiner uppfunnits.

### Allmänna källor
- Royal, Charles. ”Hangi - (Earth Oven)” (på engelska). Maorifood.com. Arkiverad från originalet den 14 oktober 2008. https://web.archive.org/web/20081014100129/http://maorifood.com/hangi.htm. Läst 24 augusti 2009.